# Ariane Moffatt
Pour les articles homonymes, voir Moffatt.
Ariane Moffatt, née le 26 avril 1979 à Saint-Romuald au Québec, est une chanteuse et auteure-compositrice-interprète pop canadienne. Elle est aussi claviériste, guitariste et choriste.

## Biographie
Ariane Moffatt obtient un diplôme d'études collégiales en musique au Cégep de Saint-Laurent en chant jazz et amorce un baccalauréat à l’UQAM en musique populaire et chant classique. Puis elle délaisse les bancs d’école pour suivre Marc Déry en tournée, et c’est Daniel Bélanger qui l’invite ensuite à se joindre à sa tournée Rêver mieux en tant que claviériste-choriste. À cette période, elle se produit également en première partie des concerts de Daniel Bélanger, seule avec sa guitare.
Au rang de ses influences, elle cite Tori Amos et Ben Harper, mais aussi Bashung, Keren Ann, ou Philippe Katerine, dont elle reprend le morceau Être humain sur scène lors de sa tournée européenne en 2009.

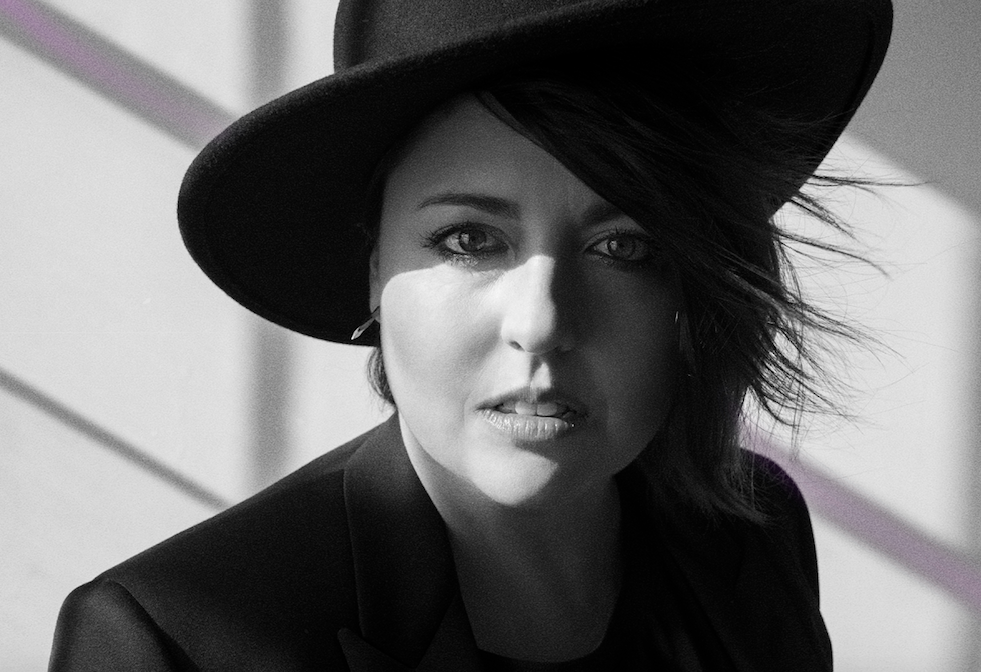
Ariane Moffatt en 2015

Ariane Moffatt lance son premier album solo, Aquanaute, en 2002. Avec des chansons comme Point de mire, Poussière d’ange et Fracture du crâne, l’auteure-compositrice s’impose alors parmi les artistes phares de la nouvelle génération musicale. L’accueil qu’elle reçoit se traduit par la vente de 120 000 exemplaires et les Félix Album pop-rock, Réalisation et Révélation de l'année.
En 2004, elle rencontre Matthieu Chedid aux FrancoFolies de Montréal. La jeune femme remixe le titre de Matthieu Chedid La Bonne Étoile pour en faire un duo virtuel, qui sortit sur une nouvelle version de l'album Aquanaute, et également en single par Matthieu Chedid. Celui-ci l'invite à jouer en France ; c'est cette chanson qui la fait sortir de l'anonymat en France.
Elle rentre ensuite au Québec où elle se met aussitôt à l'écriture puis la réalisation de l'album Le cœur dans la tête, qui sort en 2005. Sacré à nouveau Album pop-rock, il permet à Ariane Moffatt de remporter le titre d'interprète féminine de l’année. Le disque suivant, Tous les sens, jouit de beaucoup de promotion en France. Portée par la chanson Je veux tout (chanson populaire de l’année à l’ADISQ), l’auteure-compositrice est nommé aux Victoires de la musique et remporte le Grand Prix de l’Académie Charles-Cros.
Ariane Moffatt joue ensuite en première partie du spectacle d'Alain Souchon à l'Olympia en février 2006.
Le disque Tous les sens sort au printemps 2008. Elle collabore pour cet album notamment avec Yael Naim. La sortie en Europe se fait un an plus tard ; elle en assure la promotion en venant jouer en direct dans de nombreuses émissions de radio,. La même année, elle collabore au premier album d'Amandine Bourgeois.
Le 24 et 25 février 2009, elle est invitée aux concerts du Pascale Picard Band au Bataclan à Paris où elle chante Je veux tout accompagnée par Pascale Picard, Mathieu Cantin, Philippe Morissette et Serge Poulin. Puis elle reste pour le jam meydley de fin de concert du groupe.
En 2010, elle participe à la bande originale de la série télévisée Trauma de Fabienne Larouche à la Télévision de Radio-Canada, où elle interprète plusieurs succès dont Everybody Hurts du groupe R.E.M., et Hallelujah de Leonard Cohen. Le 6 mars 2010, Ariane se produit sur la scène du Zénith de Paris à l'occasion des Victoires de la musique, où elle est elle-même en nomination dans la catégorie « Groupe ou artiste révélation scène de l’année »,.
Le 5 juin 2010, elle fait la première partie de Matthieu Chedid à l'Olympia. Le 26 février 2012, en entrevue à l'émission Tout le monde en parle, elle révèle son homosexualité, confirmant les rumeurs qui circulaient déjà depuis quelque temps. Le 14 février 2013, Ariane Moffatt annonce que sa compagne Florence Marcil-Deneault est enceinte de jumeaux. Les deux garçons, Paul et Henri, naissent le 9 juillet 2013.
Le 20 janvier 2013, débute la diffusion de La Voix à TVA. Elle y est une des quatre coachs de l'émission. Première émission regardée par 2 593 000 téléspectateurs. La finale des auditions à l'aveugle bat le record des cotes d'écoute au Québec avec 2 832 000 téléspectateurs.
Son cinquième album est baptisé d'après l'heure qu'elle croisait souvent le soir, 22h22. Elle dit avoir retrouvé son inspiration de création en s'imaginant une signification derrière l'apparition de ce 22h22 sur son cadran. L'album lui vaut à l’automne 2015 le Félix de l’Album pop et celui d’Interprète féminine de l’année.
Le 13 juillet 2017, Ariane Moffatt et sa compagne Florence accueillent leur troisième enfant après qu'Ariane ait donné naissance pour la première fois. Le benjamin de la famille se nomme George.
Le 30 avril 2018, elle révèle Les apparences, premier titre de l'album Petites mains précieuses, sorti le 19 octobre 2018 sous l'étiquette Simone Records. Une chanson ludique aux influences marquées par la pop des années 1990.
En février 2021 elle intègre le corps professoral de Star Académie où elle y enseigne la création. Elle produit un EP avec les académiciens qui se nomme Les sessions de Waterloo. En 2021, elle compose et interprète la chanson Ensemble, sensibles, dans le cadre d'Une chanson à l'école, une initiative présentées lors des Journées de la culture par Culture pour tous.
Le 21 février 2025, Ariane Moffatt publie la chanson électro-pop Jouer. Le 23 mars 2025, elle retourne sur la scène de Star Académie pour performer lors du 10e variété. La même année, elle apparaît dans la série documentaire La fièvre des festivals, qui la suit lors de son passage aux Francos de Montréal.

## Discographie

### Aquanaute(2002-2004)
L'album Aquanaute, sorti en 2002 sous le label Audiogram, a été un succès auprès du public, il atteint des chiffres de vente de plus de 100 000 disques au Canada ; il a été certifié disque de platine au Québec. Pour cet album, Ariane a été mise en nomination onze fois au Gala de l’ADISQ, et y a reçu trois Félix : révélation de l’année, album pop-rock de l’année et réalisation musicale de l’année, prix partagé avec Francis Collard et Joseph Marchand.
L’album est disponible en Europe sous étiquette EMI/Virgin, en magasin depuis octobre 2006.

### Le cœur dans la tête(2005-2007)
Son deuxième album, Le cœur dans la tête, est disponible au Québec depuis novembre 2005.
Pour cet album, Ariane a reçu deux Félix au gala de l'ADISQ de 2006 : album pop-rock de l’année et interprète féminine de l'année.

### Tous les sens(2008-2011)

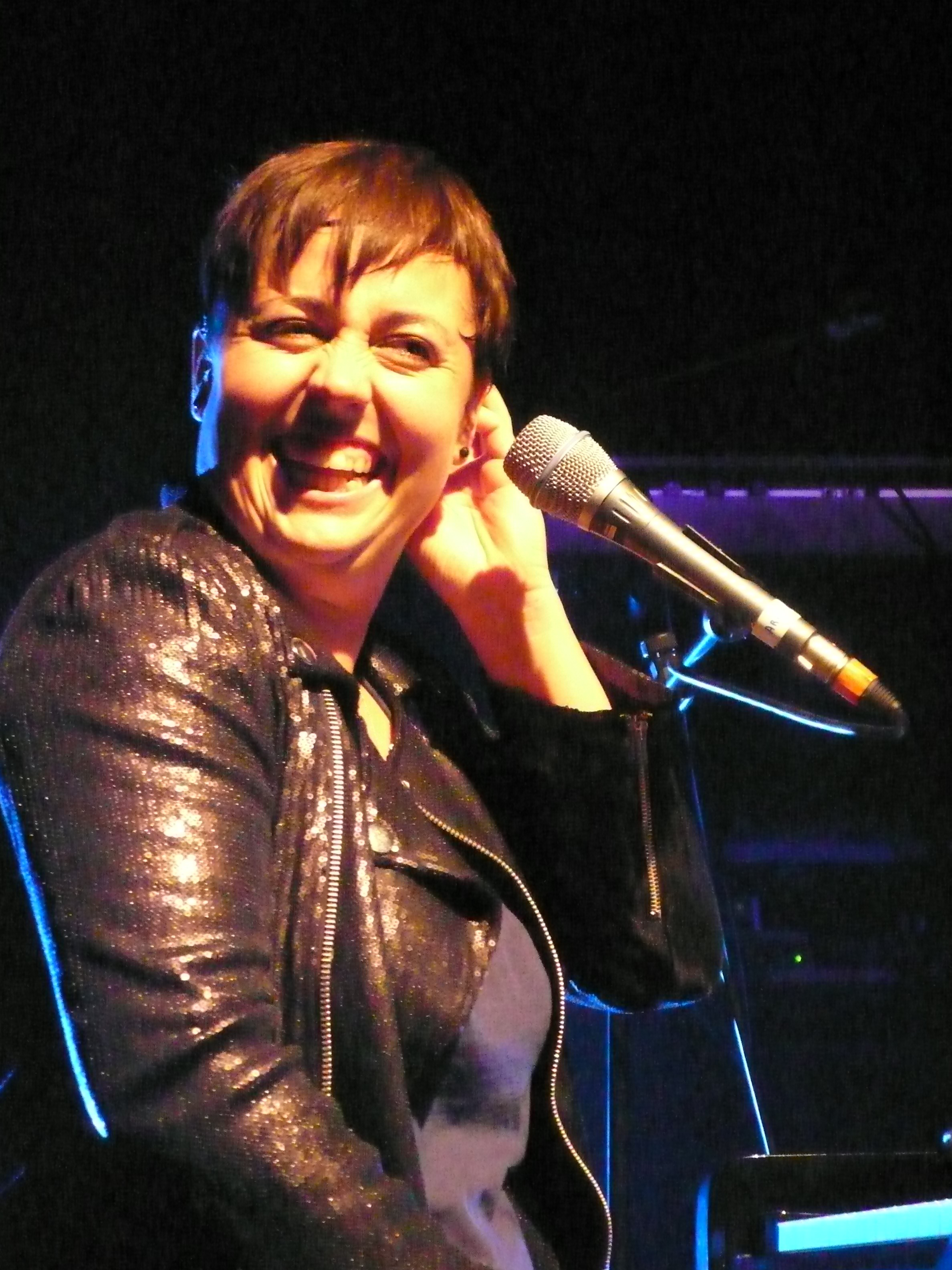
Ariane Moffatt en spectacle en 2009.

L'album Tous les sens, paru en avril 2008 au Canada, est coréalisé avec Jean-Philippe Goncalves ; il est disponible depuis avril 2008 au Canada, et mai 2009 en France. Grâce à ce disque Ariane Moffatt reçoit quatre Félix en 2008, celui de l'album pop-rock de l’année, de la chanson populaire de l'année pour Je veux tout, de l'arrangeur de l'année, et de la prise de son et mixage de l'année ; ainsi qu'un Grand Prix de l'Académie Charles-Cros.

### MA(2012-2014)
Son quatrième album, MA, est disponible depuis février 2012 partout au Canada. MA est son premier album bilingue qui est comme toujours écrit, produit et interprété par elle-même. Cet album est réédité en novembre 2012, agrémenté d'un CD Ma Remix.

### 22h22(2015-2018)
Son cinquième album, 22h22, est disponible depuis le 10 mars 2015.

### Petites mains précieuses(2018-présent)
Son sixième album, Petites mains précieuses, est disponible depuis le 19 octobre 2018.

## Album-concept

### Trauma (2010)
Pour la bande originale de la série télévisée Trauma (première saison), Ariane Moffatt revisite 12 chansons anglophones marquantes.

### La démesure d'une 32a (2013)
Chansons du spectacle La démesure d'une 32a retraçant la vie de Clémence DesRochers,. Six textes de cette dernière sont mis en musique et interprétés par Ariane Moffatt.

## Albums live

### À la Station C(2005)
Il s'agit d'un double DVD sorti en coffret accompagné d'un CD enregistré en public. Ce DVD a été récompensé par un Félix en 2006.

### Le petit spectacleàLa Chapelle(2017)
Concert enregistré au théatre La Chapelle en novembre 2016. Ariane Moffatt est accompagnée par Joseph Marchand à la guitare.

## AvecTenzen

### 10 Zen(2000)
Ariane Moffatt est créditée sous le pseudonyme @ri,.

## Vidéographie
- 2002 : Point de Mire
- 2003 : La Barricade
- 2003 : Poussière d'ange
- 2004 : Fracture du crâne
- 2005 : Ariane Moffatt à la Station C (Coffret 2 DVD + CD live)
- 2006 : Hasard
- 2006 : Montréal
- 2006 : Retourne chez elle
- 2008 : Réverbère
- 2009 : Je veux tout
- 2009 : Jeudi, 17 mai
- 2012 : Mon corps
- 2012 : In Your Body
- 2012 : Too late
- 2015: Debout
- 2016: Les Tireurs Fous / Miami
- 2016: Nostalgie des jours qui tombent
- 2019: Pour toi

## Récompenses

### Gala de l'ADISQ

#### artistique
| Année | Catégorie                                                             | Pour                                  | Résultat   |
| ----- | --------------------------------------------------------------------- | ------------------------------------- | ---------- |
| 2003  | album de l'année - pop/rock                                           | Aquanaute                             | lauréat    |
| 2003  | auteur ou compositeur de l'année                                      | Ariane Moffatt                        | nomination |
| 2003  | interprète féminine de l'année                                        | Ariane Moffatt                        | nomination |
| 2003  | révélation de l'année                                                 | Ariane Moffatt                        | lauréat    |
| 2003  | spectacle de l'année - auteur-compositeur-interprète                  | Aquanaute                             | nomination |
| 2004  | chanson populaire de l'année                                          | Point de mire(remix)                  | nomination |
| 2004  | interprète féminine de l'année                                        | Ariane Moffatt                        | nomination |
| 2004  | vidéoclip de l'année                                                  | Poussière d'ange                      | nomination |
| 2005  | interprète féminine de l'année                                        | Ariane Moffatt                        | nomination |
| 2006  | album de l'année - meilleur vendeur                                   | Le coeur dans la tête                 | nomination |
| 2006  | album de l'année - pop-rock                                           | Le coeur dans la tête                 | lauréat    |
| 2006  | chanson populaire de l'année                                          | Montréal                              | nomination |
| 2006  | interprète féminine de l'année                                        | Ariane Moffatt                        | lauréat    |
| 2006  | spectacle de l'année - auteur-compositeur-interprète                  | Le coeur dans la tête                 | nomination |
| 2006  | vidéoclip de l'année                                                  | Montréal                              | nomination |
| 2007  | chanson populaire de l'année                                          | Follow me(remix)                      | nomination |
| 2008  | album de l'année - pop-rock                                           | Tous les sens                         | lauréat    |
| 2008  | chanson populaire de l'année                                          | Je veux tout                          | lauréat    |
| 2008  | interprète féminine de l'année                                        | Ariane Moffatt                        | nomination |
| 2009  | chanson populaire de l'année                                          | Réverbère                             | nomination |
| 2009  | interprète féminine de l'année                                        | Ariane Moffatt                        | nomination |
| 2010  | artiste québécois de l'année s'étant le plus illustré hors Québec     | Ariane Moffatt                        | nomination |
| 2010  | interprète féminine de l'année                                        | Ariane Moffatt                        | nomination |
| 2011  | album de l'année - reprises                                           | Trauma-Chansons de la série TV        | nomination |
| 2012  | album de l'année - anglophone                                         | MA                                    | nomination |
| 2013  | artiste québécois de l'année s'étant le plus illustré hors Québec     | Ariane Moffatt                        | nomination |
| 2013  | interprète féminine de l'année                                        | Ariane Moffatt                        | nomination |
| 2013  | spectacle de l'année - auteur-compositeur-interprète                  | MA                                    | nomination |
| 2015  | album de l'année - pop                                                | 22h22                                 | lauréat    |
| 2015  | chanson de l'année                                                    | Debout                                | nomination |
| 2015  | interprète féminine de l'année                                        | Ariane Moffatt                        | lauréat    |
| 2015  | spectacle de l'année - auteur-compositeur-interprète                  | 22h22                                 | nomination |
| 2015  | vidéoclip de l'année                                                  | Debout                                | nomination |
| 2016  | chanson de l'année                                                    | Miami                                 | nomination |
| 2017  | interprète féminine de l'année                                        | Ariane Moffatt                        | nomination |
| 2019  | album de l'année - pop                                                | Petites mains précises                | nomination |
| 2019  | auteur ou compositeur / auteure ou compositrice de l'année            | Ariane Moffatt                        | nomination |
| 2019  | interprète féminine de l'année                                        | Ariane Moffatt                        | nomination |
| 2019  | vidéo de l'année                                                      | Pour toi                              | nomination |
| 2020  | album de l'année - pop                                                | SOMMM (avec SOMMM)                    | nomination |
| 2020  | chanson de l'année                                                    | Pour toi                              | nomination |
| 2020  | interprète féminine de l'année                                        | Ariane Moffatt                        | nomination |
| 2021  | album de l'année - adulte contemporain                                | Incarnat                              | nomination |
| 2021  | album de l'année - choix de la critique                               | Incarnat                              | nomination |
| 2021  | auteur ou compositeur de l'année / auteure ou compositrice de l'année | Ariane Moffatt                        | nomination |
| 2021  | interprète féminine de l'année                                        | Ariane Moffatt                        | nomination |
| 2022  | album de l'année - réinterprétation                                   | Aquanaute 2022 (avec artistes variés) | nomination |
| 2022  | chanson de l'année                                                    | Ensemble, sensibles                   | nomination |
| 2022  | spectacle de l'année                                                  | Incarnat                              | nomination |
| 2022  | vidéo de l'année                                                      | Incarnat piano-film                   | nomination |
| 2024  | chanson de l'année                                                    | Nuit magique                          | nomination |

#### industriel
| Année | Catégorie                         | Pour                                                                               | Résultat   |
| ----- | --------------------------------- | ---------------------------------------------------------------------------------- | ---------- |
| 2003  | arrangeur de l'année              | Francis Collard, Ariane Moffatt et Joseph Marchand pour Aquanaute d'Ariane Moffatt | nomination |
| 2003  | metteur en scène de l'année       | Michel Bélanger, Pyer Desrochers et Ariane Moffatt pour Aquanaute d'Ariane Moffatt | nomination |
| 2003  | réalisateur de disque de l'année  | Francis Collard, Ariane Moffatt et Joseph Marchand pour Aquanaute d'Ariane Moffatt | lauréat    |
| 2008  | réalisateur de disque de l'année  | Jean-Phi Goncalves et Ariane Moffatt pour Tous les sens d'Ariane Moffatt           | nomination |
| 2010  | scripteur de spectacle de l'année | Ariane Moffatt pour Ariane Moffatt trio d'Ariane Moffatt                           | nomination |
| 2012  | pochette de disque de l'année     | Productions Mo'fat pour MA d'Ariane Moffatt                                        | lauréat    |
| 2021  | prise de son et mixage de l'année | Ghyslain Luc Lavigne et Ariane Moffatt                                             | nomination |

### Prix Juno
| Année | Catégorie                    | Pour                                                               | Résultat   |
| ----- | ---------------------------- | ------------------------------------------------------------------ | ---------- |
| 2006  | DVD de l'année               | À la station C (avec Mathieu Houde, Dominic Laurence et Paul Pagé) | nomination |
| 2007  | album francophone de l'année | Le coeur dans la tête                                              | nomination |
| 2009  | album francophone de l'année | Tous les sens                                                      | lauréat    |
| 2016  | album francophone de l'année | 22h22                                                              | nomination |

### Autres prix
- 2009 : Grand prix du disque de l'Académie Charles-Cros
- 2009 : Médaille de l'Assemblée nationale[42]
- 2013 : Prix de lutte contre l'homophobie, Fondation Émergence[43],[44]
- 2020 : chevalier de l'Ordre des Arts et des Lettres[45]